# Scopase
Scopase ((anche Scopasis o Skopasis); fl. VI secolo a.C.) è stato un sovrano scita.

## Biografia
Fu un re scita, più probabilmente di una tribù di Sarmati. Quando la Scizia fu invasa da Dario I di Persia, comandò una delle tre divisioni che si contrapposero all'invasione. Fu proprio l'armata al comando di Scopase, che, arrivando al fiume Istro (l'attuale Danubio), prima che Dario lo raggiungesse durante la sua ritirata, cercò di prevalere sugli Ioni a guardia del ponte, così da bloccare ogni possibilità di fuga e distruggere l'esercito dei Persiani. Ma la battaglia fu favorevole ai Persiani .